# 파이몰
파이몰(PyMOL)은 워렌 라이포드 델라노에 의해 개발되었으며, 과학과 교육공동체에 널리 받아들여지는 유용한 도구들을 만들어내기 위해 만들어진 개인 소프트웨어기업인 델라노사이언티픽에 의해서 상업화된 오픈 소스, 사용자지원의 분자시각화 시스템이다. 이것은 단백질과 같은 거대분자에서 작은 분자에 이르기까지 고질의 3차원 이미지를 만들도록 잘 제작되어 있다. 제작자에 따르면, 출판된 과학논문의 단백질 3차원 영상의 25% 정도는 파이몰을 이용해서 만들어졌다. 파이몰은 구조생물학에서 유용하게 사용되는 몇 안되는 오픈 소스 시각화 도구 중 하나이다.
파이몰의 파이라는 부분은 이 소프트웨어가 파이썬으로 제작되었으며, 파이썬을 이용해 확장기능을 작성하는 것이 가능하다는 것을 나타낸다.

## 비자유 바이너리
2006년 8월 1일, 델라노 사이언티픽은 파이썬의 이후 버전에 대해서 자유소프트웨어에서 비자유 소프트웨어로 변경해서 회사를 거쳐서 공급되는 다운로드 시스템을 적용했다. 그러나 이전의 파이몰 버전은 여전히 사용 가능하다.

## 같이 보기
- 분자동역학 시각화
- Gabedit
- Molden
- Molekel
- 분자 모델링
- Jmol
- RasMol